# Chris Skidmore

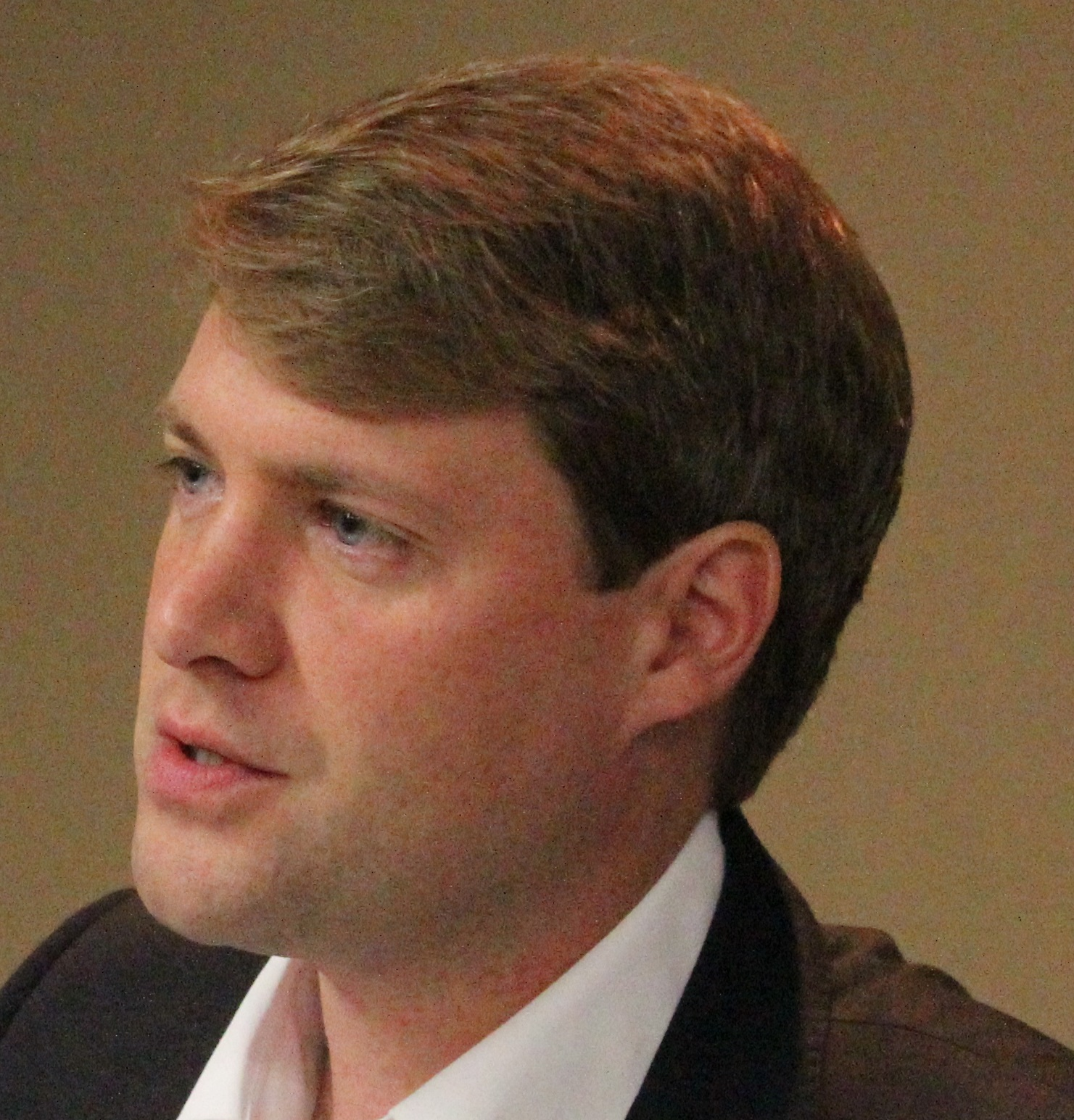
Chris Skidmore (2013)

Christopher James Skidmore (* 17. Mai 1981) ist ein britischer Politiker der Conservative Party.
Skidmore studierte Geschichte an der University of Oxford und hat mehrere historische Arbeiten über die Tudors veröffentlicht.
2010 errang er einen Sitz als Abgeordneter im Wahlkreis Kingswood in der Grafschaft Avon und zog in das Unterhaus ein. Er ist seit 1996 Mitglied der Konservativen Partei.
Im Januar 2024 legte er sein Mandat im Unterhaus nieder, da er ein Gesetz zur Lizenzierung der Ölförderung in der Nordsee ablehnte. Bei der Nachwahl am 15. Februar 2024 ging sein Wahlkreis, den er zuletzt mit einer Mehrheit von mehr als 11.000 Stimmen gewonnen hatte, an den Kandidaten der Labour Party.